# Belgien i olympiska vinterspelen 1956
Belgien deltog med fyra deltagare vid de olympiska vinterspelen 1956 i Cortina d'Ampezzo. Ingen av landets deltagare erövrade någon medalj.